# Irará
Irará is een gemeente in de Braziliaanse deelstaat Bahia. De gemeente telt 25.811 inwoners (schatting 2009).

## Geboren
- Tom Zé (1936), componist en zanger
- Nélson de Jesús Silva (1973), voetballer (doelman)